# Чемпіонат Буковини з хокею 1933
Чемпіонат Буковини 1933 року пройшов за участі восьми команд та в двох дивізіонах: І клас та ІІ клас. В змаганнях дебютували робытничий спортивний клуб «Мунчіторул» та залізничники чернівецького відділку румунської залізниці з ЧФР. Чемпіоном вдруге поспіль стали хокеїсти «Драгош Воде».

## Підсумкова класифікація

### І клас
| Місце | Команда                | І | В | Н | П | Ш   | О |
| ----- | ---------------------- | - | - | - | - | --- | - |
| 1     | «Драгош Воде» Чернівці | ? | ? | ? | ? | ?-? | ? |
| ?     | «Маккабі» Чернівці     | ? | ? | ? | ? | ?-? | ? |
| ?     | «Полонія» Чернівці     | ? | ? | ? | ? | ?-? | ? |
| ?     | ТВ «Ян» Чернівці       | ? | ? | ? | ? | ?-? | ? |

### ІІ клас
| Місце | Команда               | І | В | Н | П | Ш   | О |
| ----- | --------------------- | - | - | - | - | --- | - |
| ?     | «Довбуш» Чернівці     | ? | 2 | ? | ? | ?-? | ? |
| ?     | «Борохов» Чернівці    | ? | ? | ? | ? | ?-? | ? |
| ?     | «Мунчіторул» Чернівці | ? | ? | ? | ? | ?-? | ? |
| ?     | ЧФР Чернівці          | ? | ? | ? | ? | ?-? | ? |

## Міжнародні змагання
В румунській першості «Драгош Воде» зайняв ІІІ чи IV місце (більш точні румунські відомості не збереглися).